# Křešice
Křešice är en ort i Tjeckien.   Den ligger i regionen Ústí nad Labem, i den nordvästra delen av landet, 50 km norr om huvudstaden Prag. Křešice ligger 150 meter över havet och antalet invånare är 1 371.
Terrängen runt Křešice är platt åt sydost, men åt nordväst är den kuperad. Runt Křešice är det tätbefolkat, med 297 invånare per kvadratkilometer. Närmaste större samhälle är Litoměřice, 6,0 km väster om Křešice. Trakten runt Křešice består till största delen av jordbruksmark.